# Scipione Errico
Scipione Errico (* 1592 in Messina; † 18. September 1670 ebenda) war ein italienischer Dichter, Schriftsteller und Hochschullehrer.

## Leben
Sein literarisches Debüt gab Scipione Errico noch während seines Theologiestudiums in seiner Heimat Messina mit Endimione und Arianna (1611), zwei Gedichten im neuen Genre der mythologischen Idylle. Seine kirchliche Laufbahn führte ihn später nach Rom und Venedig. 1665 wurde er zum Professor für Ethik an der Universität Messina ernannt. Er starb 1670 in Messina.

## Werke
Sein Rime (1619), der großen Erfolg hatte, vereint anmutige Musikalität und die im italienischen Concettismo übliche geniale Ausdrucksweise. Erricos Dialog mit dem Titel L'occhiale appannato (Getrübtes Fernglas, 1629), einer der ersten und treffendsten Kommentare zu Marinos Adone, argumentierte, dass das Gedicht nicht mit der antiken griechischen und römischen epischen Poesie, sondern mit Ovids Metamorphosen verglichen werden sollte. In seinen beiden Romanen Le rivolte di Parnaso (Die Unruhen von Parnass, 1625) und Le liti di Pindo (1634) beschwört Errico die poetische Freiheit von den aristotelischen Regeln. 1640 veröffentlichte er Della guerra troiana, ein episches Gedicht über den Trojanischen Krieg. Er verfasste auch eine Schmährede gegen Paolo Sarpi.
Erricos 1656 im Druck erschienenes Werk De tribus historicis Concilii Tridentini wurde per Dekret der Glaubenskongregation 1668 auf den Index gesetzt.